# Mathis
Mathis (Матіс) — з 1905 року французький виробник автомобілів. Штаб-квартира розташована в Страсбурзі. У 1954 році компанію купує фірма Citroën. У 1934 році компанія припинила виробництво автомобілів.

## Еміль Матіс
Еміль Матіс народився в 1880 році в Ельзасі, місті Страсбурзі. Освіту він отримав у Лондоні. 1898 року він повертається в Страсбург і вирішує зайнятися бізнесом. До початку століття він вже продавав Fiat, через кілька років розширив свій дилершип марками «Мінерва», «Де Дітріх» і «Паннар-Левассор», причому на деякі марки у нього було ексклюзивне право, тобто фактично монополія на продаж.
У 1901 році Матіс почав захоплюватися гонками і взяв участь в автопробігу Париж-Берлін і гонках на кубок Принца Генрі. Ганяв він на «Де Дітріх» і «Фіатах».

## Заснування компанії. Початок виробництва автомобілів

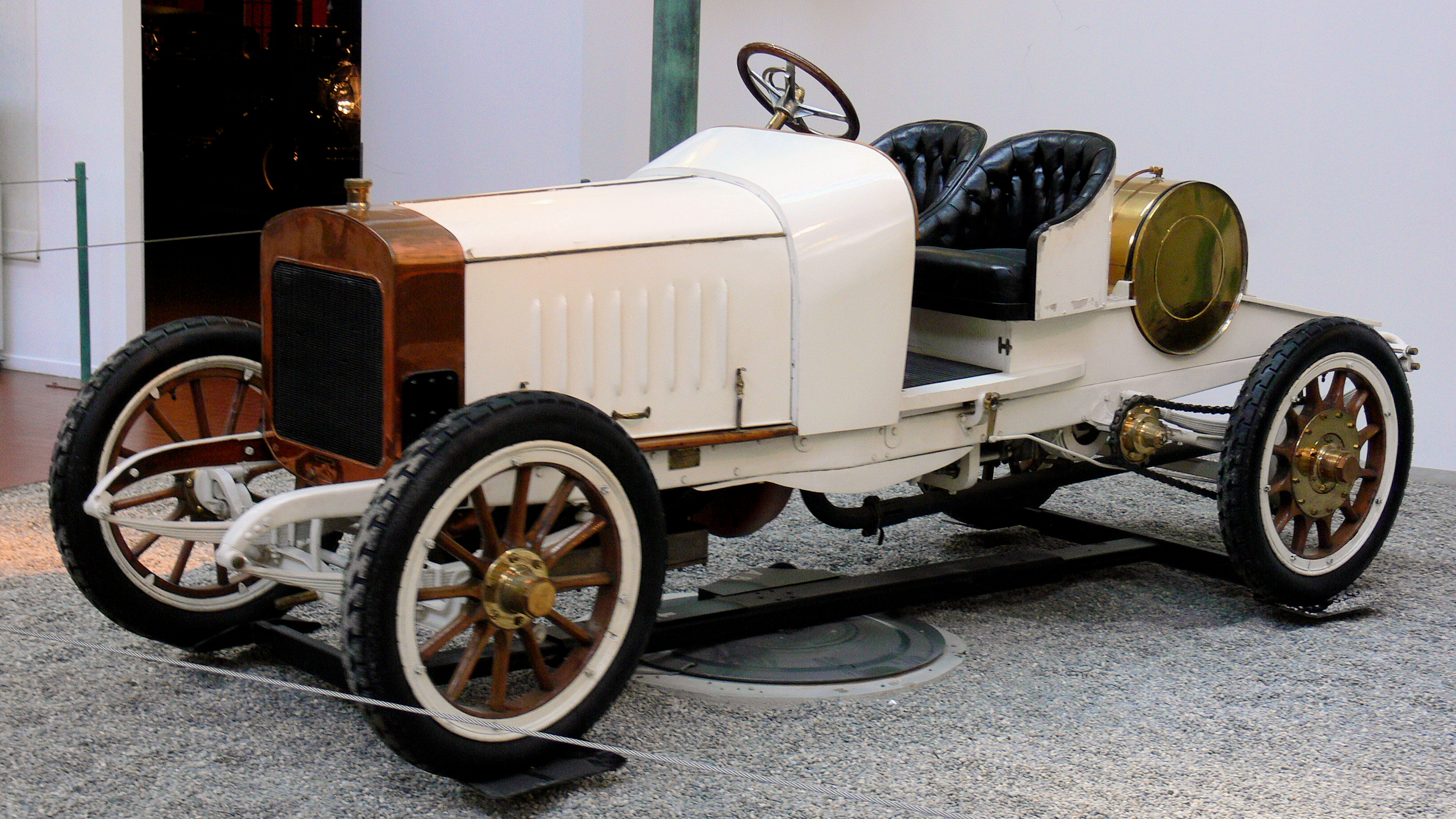
Mathis-Hermes Simplex

У 1904 році Матіс вкладає свої гроші у відкриття нового підприємства, а саме — він хоче виробляти автомобілі. Матіс просить свого земляка з Ельзасу, молодого співробітника фірми «Де Дітріх», — Етторе Бугатті, спроектувати йому автомобіль. Етторе береться за роботу і незабаром, в 1905 році, представляє автомобілі, які були дуже схожі на «Мерседес». Матіс став продавати машини під маркою Mathis-Hermes, модель носила ім'я Simplex, мотори були на машині  немаленькі — 7.4 л на 40/50НР, 8.5 л і 9.0 л носили індекс 50/60, а 12-літровий варіант називався 80/90НР.

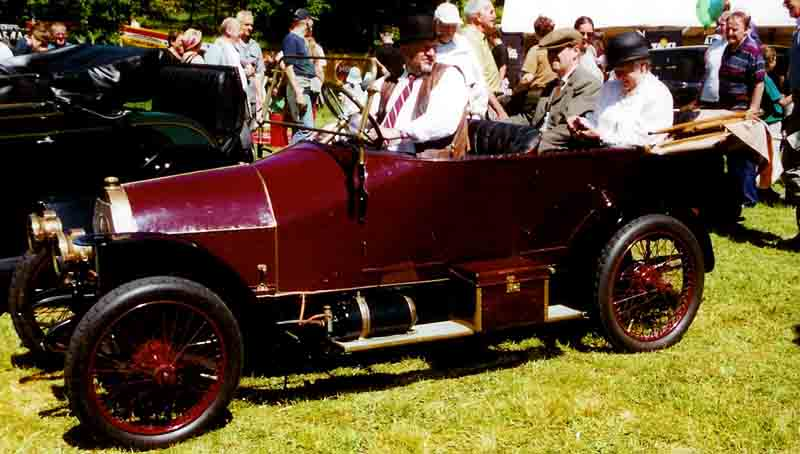
Mathis 1В

Однак молоді люди щось не поділили, і Етторе йде з фірми Матіса. В 1910 році Матіс купує ліцензію від Stoewer на випуск 2 л і 2.2 л моделей, які він назвав 1В 8/20НР і 2В 9/22НР. Їх тільки трохи допрацював Драгутин Ессер. Першу модель Матіс випускав лише протягом року, а друга протрималася у виробництві до 1914 року.

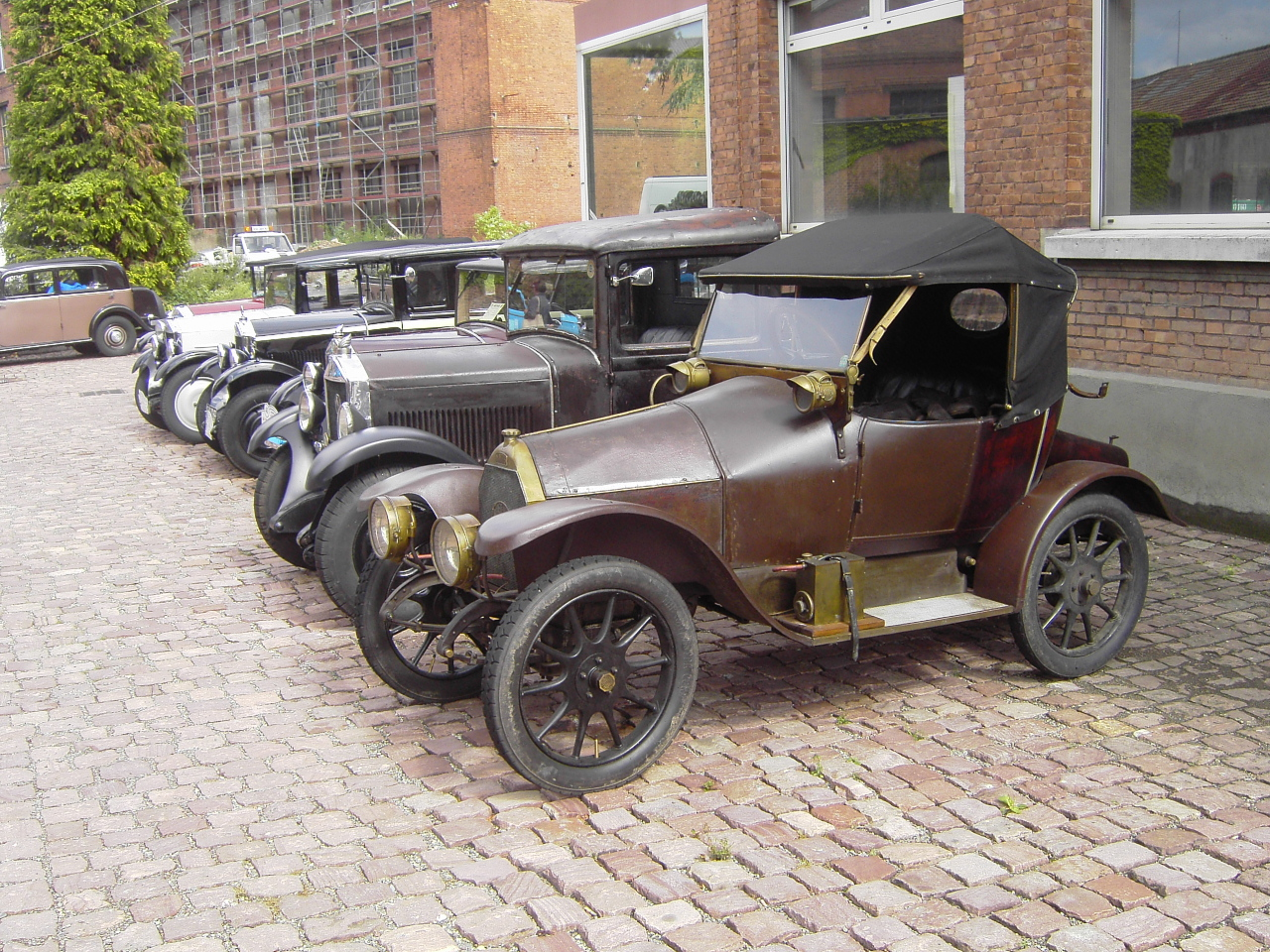
Mathis Babylette 5/14PS

Незабаром Матіс добудував свій завод і почав випускати перші автомобілі власної розробки, які носили заводський індекс X-60, але більше відомі під ім'ям «Babylette».
Цей автомобільчик мав мотор об'ємом 1.1 л.
X-65, або Bebe, — мотор 1.3 л.
XUUX — спортивна машина на базі цих маляток, мала об'єм 1.9 л і відома як Racebaby.
Крім того в серію йдуть машини, які повинні замінити ліцензійні «Штевер», це: BM-65 Populaire з 1.5 л мотором і 18 силами, ВМ-70 Doctor з 1.8 л і 20 силами.
А також більші автомобілі, зі збільшеною на 25 см базою — OOUO, відомі більше як Standart, мотор на них був такий же, як і на «Докторі».
Перед початком війни в серію запускаються великі автомобілі з 4-циліндровими моторами «системи Найта»: ZYZZ з 2.6 л і 28 к.с., Z з 3.4 л з 35 силами.
А також модель ZM з 4.4 л та 45 к.с., всі вони були побудовані на одному шасі, базою в 3.1.
Під час війни завод будує вантажні машини і карети швидкої допомоги. Коли французи захоплюють Ельзас, Еміль Матіс дезертирує з німецької армії і переходить на бік французів. Після війни він так само, як і Етторе Бугатті, отримує французьке громадянство.
Матіс вирішує тепер скласти конкуренцію масовим французьким виробникам: «Сітроену» і «Рено». Так як він непоганий бізнесмен, то він прекрасно знає, що піде на ринку. Він відновлює виробництво довоєнної моделі «Зет» з 3.4 л мотором, з'являються нові моделі ОВ 12CV з 1.8 л, S 8CV з 1.05 л, і серія SB 10CV зі збільшеним до 1.1 л моторчиком. В серії SB було 3 шасі з довжиною 2.4, 2.6 і 2.75 м.
Всі післявоєнні автомобілі отримали 4-ступінчасті коробки передач. Машини вийшли настільки популярними, що їх почали виробляти за ліцензією в Англії, Голландії та Швеції.
У 1921 році Матіс вирішує взяти участь в гонках, і виставляє на гонки Ле-Ман 1.5 л «Матіс» потужністю 48 к.с..
Однак машинка не змогла протистояти більш потужним і швидким «Тальбо», «Бугатті» і «Дюзенберг». Однак машина стала рекордсменом по споживанню палива, всього 4.48 л на 100 км.

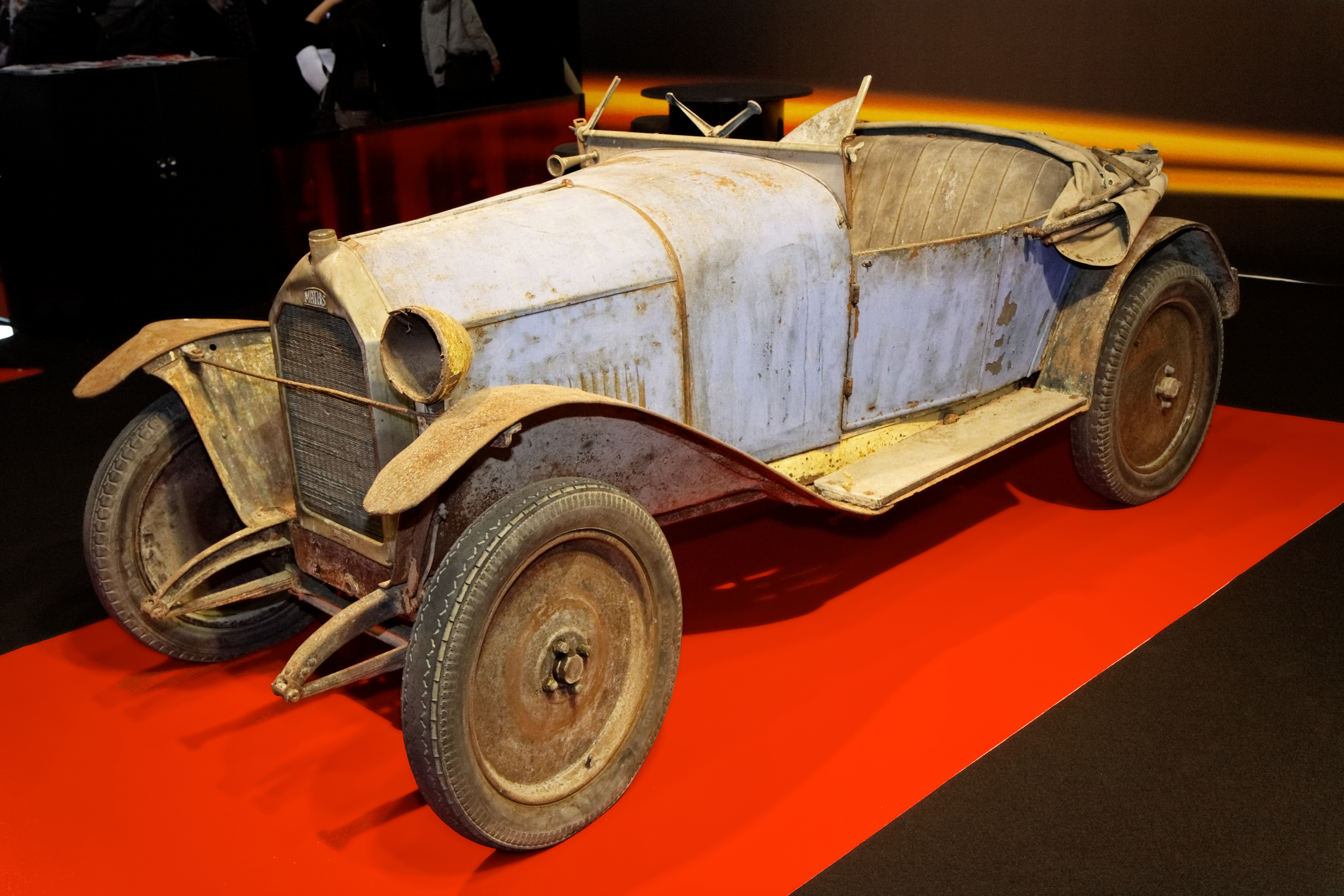
Mathis P 6cv

В цей час на ринку з'являється економічний «Сітроен 5CV» з 850 см3 мотором, Еміль Матіс вирішує вивести на ринок конкурента цього малюка, і в світлі чого з'являється модель Р, який був оснащений 760-кубовим мотором, машина не мала панелі приладів, але при цьому мала електричне освітлення і 4-ступінчасту коробку передач. На цій серійній машині був поставлений рекорд економічності, ця машинка проїхала 100 км на 2.38 л.
Через рік Матіс випустив ще більш дрібну модель — Т 5cv, машинка оснащувалася 630-кубовим мотором. При рівній базі в 1.1 м з моделлю Р, модель Т була на 10 см коротшою, і її довжина становила 2.3 м.
«Те» продалася всього рік, а «Пе» протрималася до 1925 року.
Натхнений гоночними успіхами, Матіс вирішує побудувати малолітражний 6-циліндровий автомобіль — модель L, тим більше, такий був вже у «Тальбо», в «Уолслі», і навіть «Даймлер» мав 6-циліндровий малолітражний гоночний мотор. В 1923 році він будує 6-циліндровий спортивний автомобіль з мотором об'ємом 1140 кубів.
У тому ж році на шасі моделі Р отримують більш великий 1 л мотор, машина стала називатися РМ, правда через рік її перейменували в М. А також на шасі Р ставлять 6-циліндровий моторчик об'ємом 1.1 л, і модель називається PS.

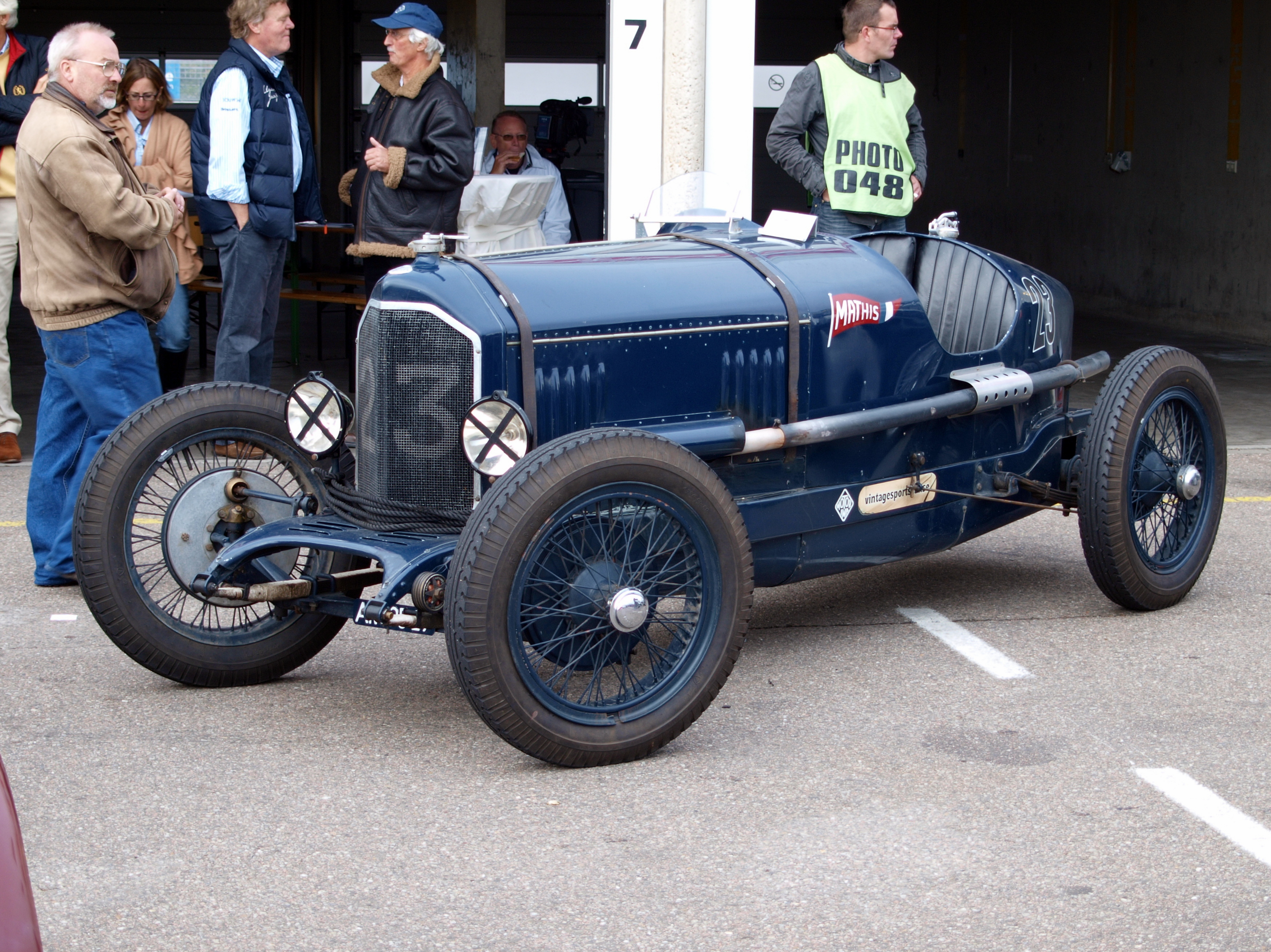
Mathis GM Sports

В 1924 році для конкуренції з «Сітроеном» з'являється серія G з 1.4 л мотором. У цієї моделі були різні варіації: GM мав однакові шасі з моделлю G, але мотор був 1.6 л, модель GP мала 1.4 л мотор, але база була коротшою на 6 см, модель GMC мала 1.6 л мотор, база була на 12 см довшою базової, і оснащувалася тільки 4-дверним кузовом торпедо, GMG теж був 1.6 л, і найчастіше поставлявся у вигляді голих шасі, грузовичків і таксі. З них модель GM протрималася у виробничій гамі до 1929 року.
В середині 20-х Матіс має 400 дилер-шипів по країні, він випускає по 100 машин в день, стаючи 4-м виробником автомобілів у Франції — після Citroen, Renault і Peugeot. Також марка завоювала спортивну славу в 1923 році: «Матіс» зайняв 2 перших місця у своєму класі на Grand Prix de Tourisme. А в 1924 році модель RRB завойовує всі місця п'єдесталу на гонках Grand Prix de Tourisme, влаштованих ACF (автоклубом Франції). У 1925 році машини зійшли з дистанції через механічні проблеми, але тим не менш, це не позначилося на рекламі і продажах. Водночас Матіс виводить на ринок рідини, які, як він стверджує, тільки вони підходять для його автомобілів, так з'являється бренд «Huiles Mathis», тобто «Масла Матіс».

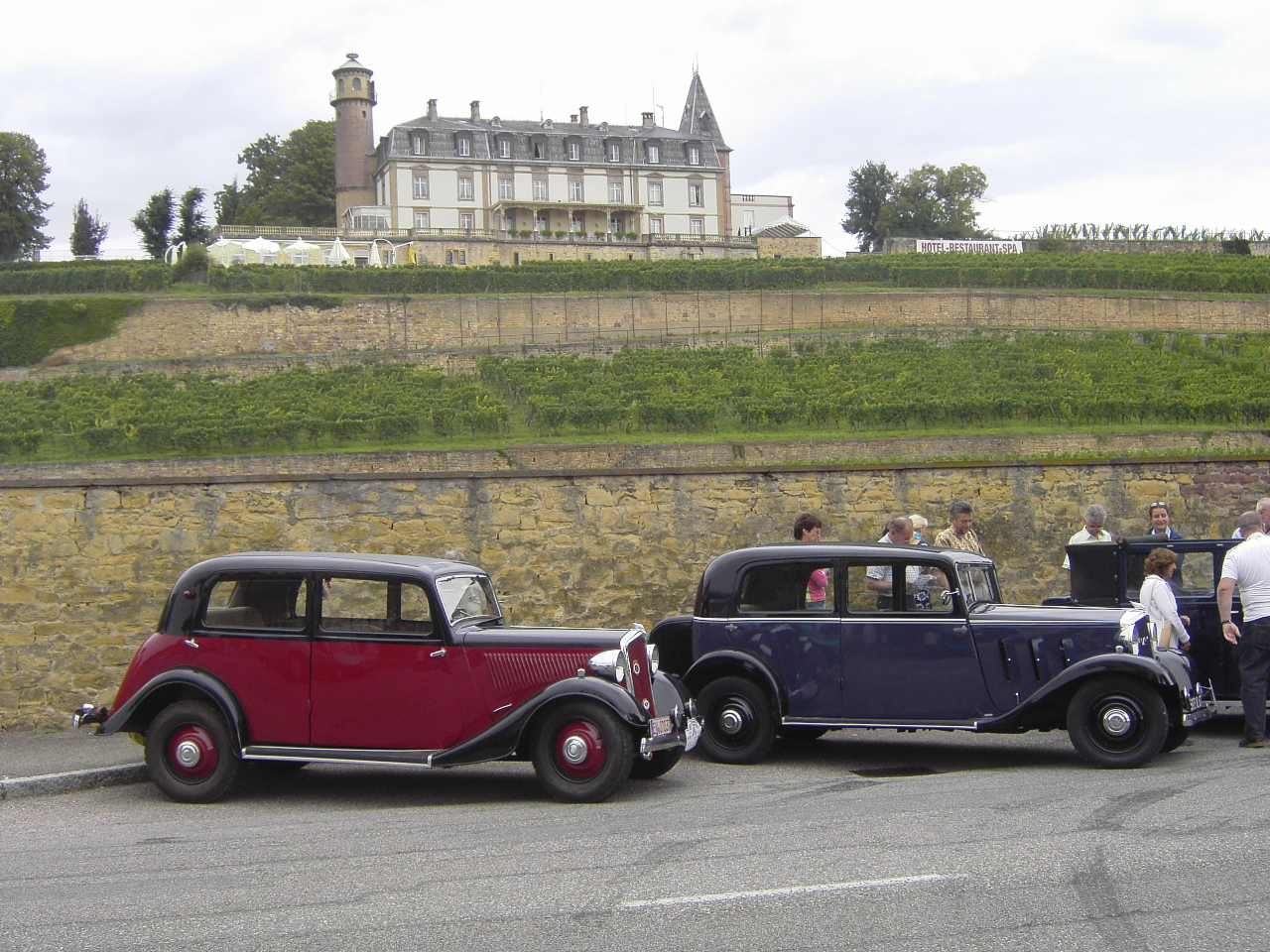
Mathis SMY 12cv

Наприкінці 1925 року Матіс вирішує випускати більші, 6- і 8-циліндрові, автомобілі. 8-циліндрові автомобілі серії LH з мотором 1.7 л особливої популярності не здобув, тому їх виробництво припиняється за рік. Але 6-циліндрові моделі, які отримали загальну назву EmySix, випускалися до 1934 року. Моделі до 1930 року: SMY, SGM, FO — всі вони відрізнялися довжиною бази і об'ємом моторів, які мали ємність в 1.7 л, 1.8 л, 1.95 л, 2.0 л, 2.4 л, 3.0 л і 4.0 л.
У 1926 році оновлюють модель М, яка була побудована ще на шасі моделі Р, машинка отримує 1.2 л мотор потужністю 22 сили, з'явилося дві моделі — МВ і МY. У першої моделі було 2 типи кузова, а у другої — аж 14. Обидві випускалися з 1926 року, але МВ зникла з каталогів вже в 1928 році, а «Ем Ігрек» продавали до 1930 року. Відмінності були в тому, що «МБ» була дешева модель з гальмами на задніх колесах, а MY мала гальма всіх коліс і дорожчу обробку. MY конкурував з «Citroën B12», і був на 1000 франків дешевшим його.
Наприкінці 20-х — на початку 30-х на зміну серії G приходить нова серія QM з новими шасі і мотором 1.6 л. Модель MYN отримує нові шасі, і приходить на заміну MY, правда мотор залишається тим же самим. На шасі MYN, встановивши мотор 1.6 л, отримують модель QMN. Також в цей час з'являється перша машина P з гідравлічними гальмами — PY. Машинка оснащувалася моторами 1.1 л і 1.2 л — PYC. Автомобільчик був настільки вдалий, що «Дюрант» вирішує випускати по 100 000 таких машин в рік на своїх виробничих потужностях в Америці, і навіть рекламується цей автомобіль, як «Автомобіль який здивував Америку!». Але планам «Дюранта» не судилося здійснитися, у нього гроші скінчилися раніше, ніж встигли здійснити наладку обладнання.
Знову виводиться 8-циліндрова модель — EmyHuit: KFON — 5.3 л, HYP/HYM/FOH з 3-літровими моторами. Базою для них послужили нові шасі 6-циліндрової моделі FON, які прийшли на заміну FO, крім того вдосконалена SMN замінює SMY. На шасі SMN ставлять 2-літрову 4-ку, і отримують модель QGN. Крім того на дрібну серію PY також ставлять 6-циліндровий мотор об'ємом 1.8 л, і виходить PYS. Еміль Матіс, маючи цілу купу шасі і моторів, комбінував їх, і отримував таким чином купу моделей. Найдрібнішим з них виявиться 900-кубовий TY.
1932 року з'являються нові шасі, і всі 4-циліндрові машини тепер носять префікс Emy, як і більші моделі, тобто тепер це Emyquatre. Крім іншого, «Емікватре» отримують нові мотори, об'ємом 1.4 і 1.5 л. Також по тенденції того часу передня підвіска стає незалежною, і більш того, Матіс в обмеженій серії виробляє варіант з незалежною підвіскою всіх коліс — Quadruflex (була доступна тільки в 1934 році).

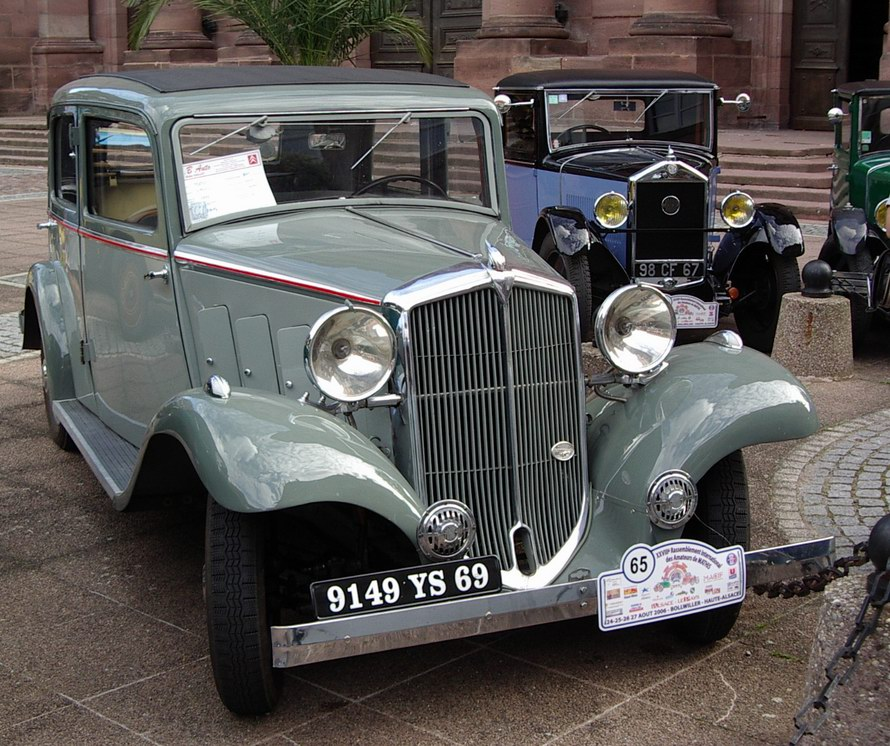
Mathis Emy-4S

У 1933 році всі моделі піддаються зовнішнім змінам, натомість квадратній решітці радіатора приходить V-подібна решітка, форми стають більш обтічними.
6-циліндрові моделі отримують новий мотор, об'ємом 2.3 л і потужністю в 56 сил. Моделі носять назву SY і FOS. Причому FOS, мабуть, для консервативних клієнтів залишається зі старим дизайном передка, в той час як SY має вже більш обтічні форми.
В 1934 році на шасі серії F ставлять 4-циліндровий мотор 2.2 л, тим самим модель FO4 стає найбільшою за габаритами 4-циліндровою машиною марки «Матіс». У серпні того ж року представляють нову восьмициліндрову модель — HO. Машина оснащена вперше мотором V8, до цього всі мотори були рядними. Однак мотор об'ємом 3.6 л була не власний, а марки «Форд». Це стала остання модель, яка випускалася під маркою Mathis.

## Припинення виробництва автомобілів Mathis. Компанія Matford
У вересні 1934 року «Матіс» і фірма «Форд» підписують угоду, за якою 60% акцій фірми належить фірмі «Форд», і 40% — «Матісу», реорганізована фірма отримує назву Matford.
У «Форда» вже були складальні підприємства у Франції, але справа в тому, що в 30-ті помінялася податкова політика Республіки, а 42% комплектуючих приходило з США, тому «Форд» шукав партнерів у Франції, а «Матіс» в цей час вже не мав достатніх коштів для кардинального оновлення свого модельного ряду. Крім того, через дилершип колишнього «Матіса» розпочинається продаж автомобілів марки Mercury і Lincoln, а також вантажних автомобілів марки «Форд». «Матіс», виходячи з угод, до початку 1935 року випускає свої моделі «Емі4» під маркою «Матфорд».

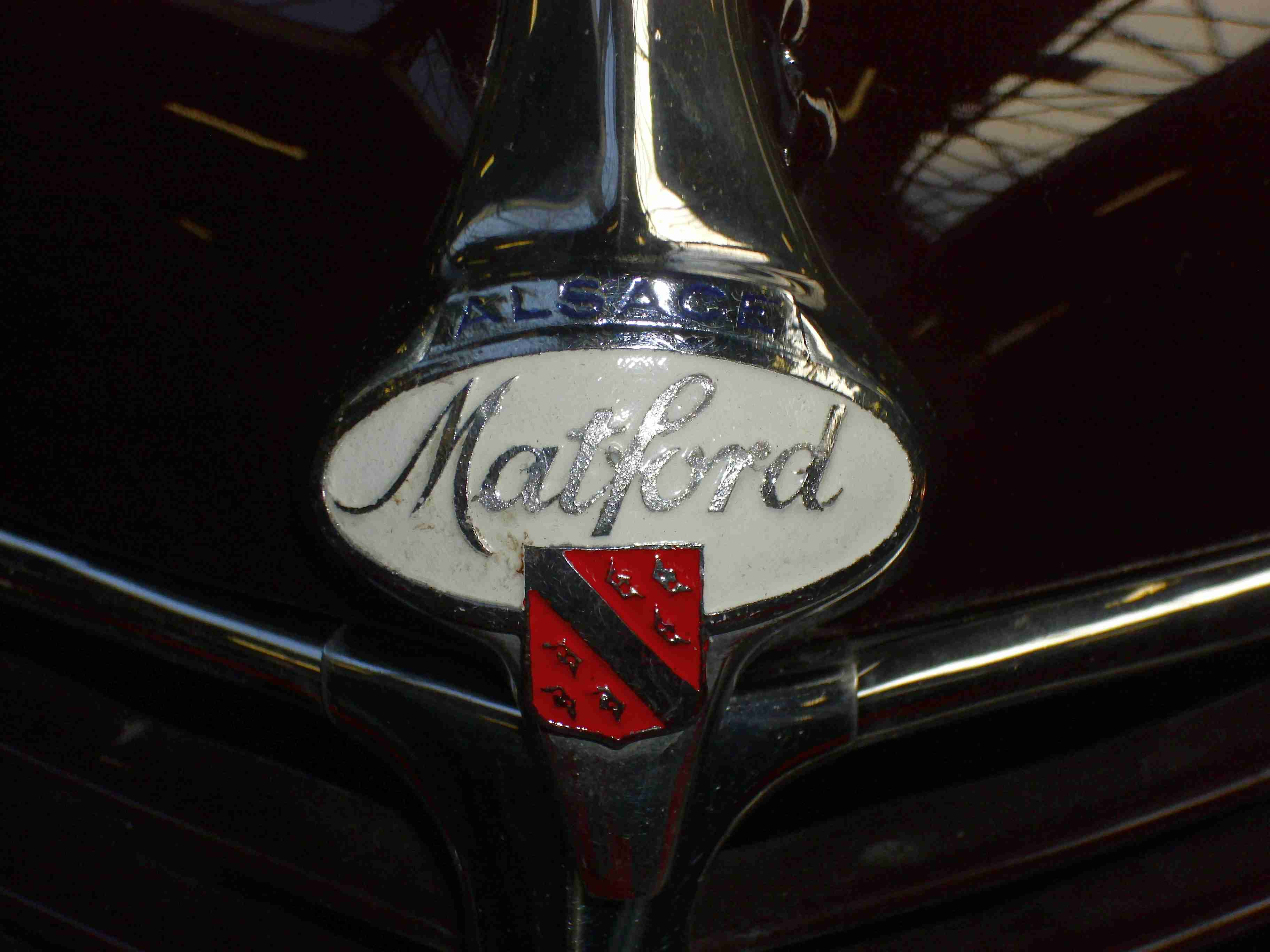
Логотип Matford

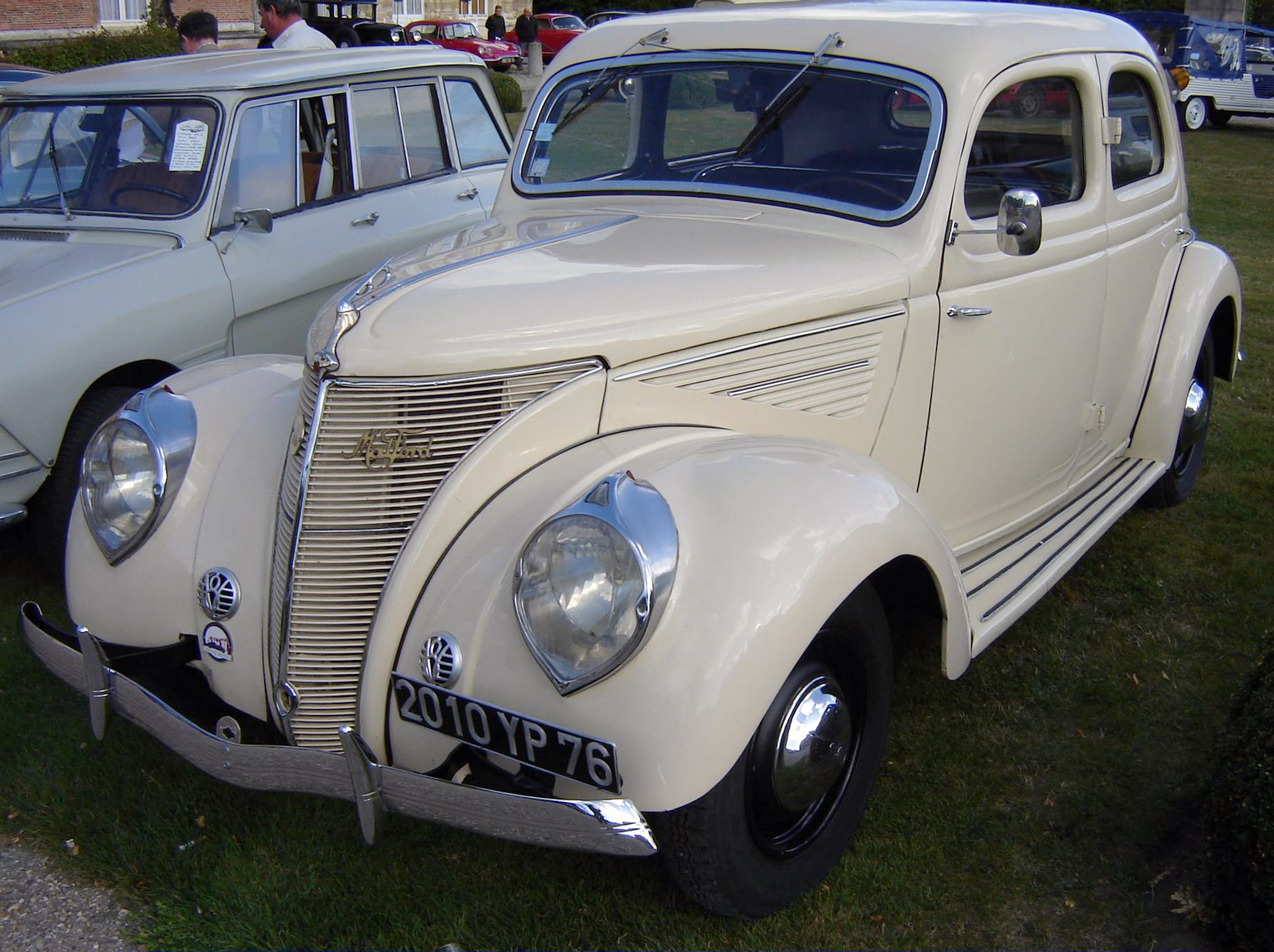
Matford Alsace V8

На початку 1935 року завод «Матіса» в Страсбурзі модернізували і підготували до випуску Ford V8-48, який отримав назву Alsace V8 21cv. Машина мала американську начинку, але дизайн автомобіля був переглянутий французами, тому передня і задня частини відрізняються від американського побратима.
Трохи пізніше з'явилася модель з більш короткою базою, побудована на шасі Ford V8-62 — Alsace 13cv. Зовні вона повторювала дизайн 21cv, технічно відмінності малися на моторах, перший мав мотор 3.6 л, а другий — 2.2 л, обидва були V8.

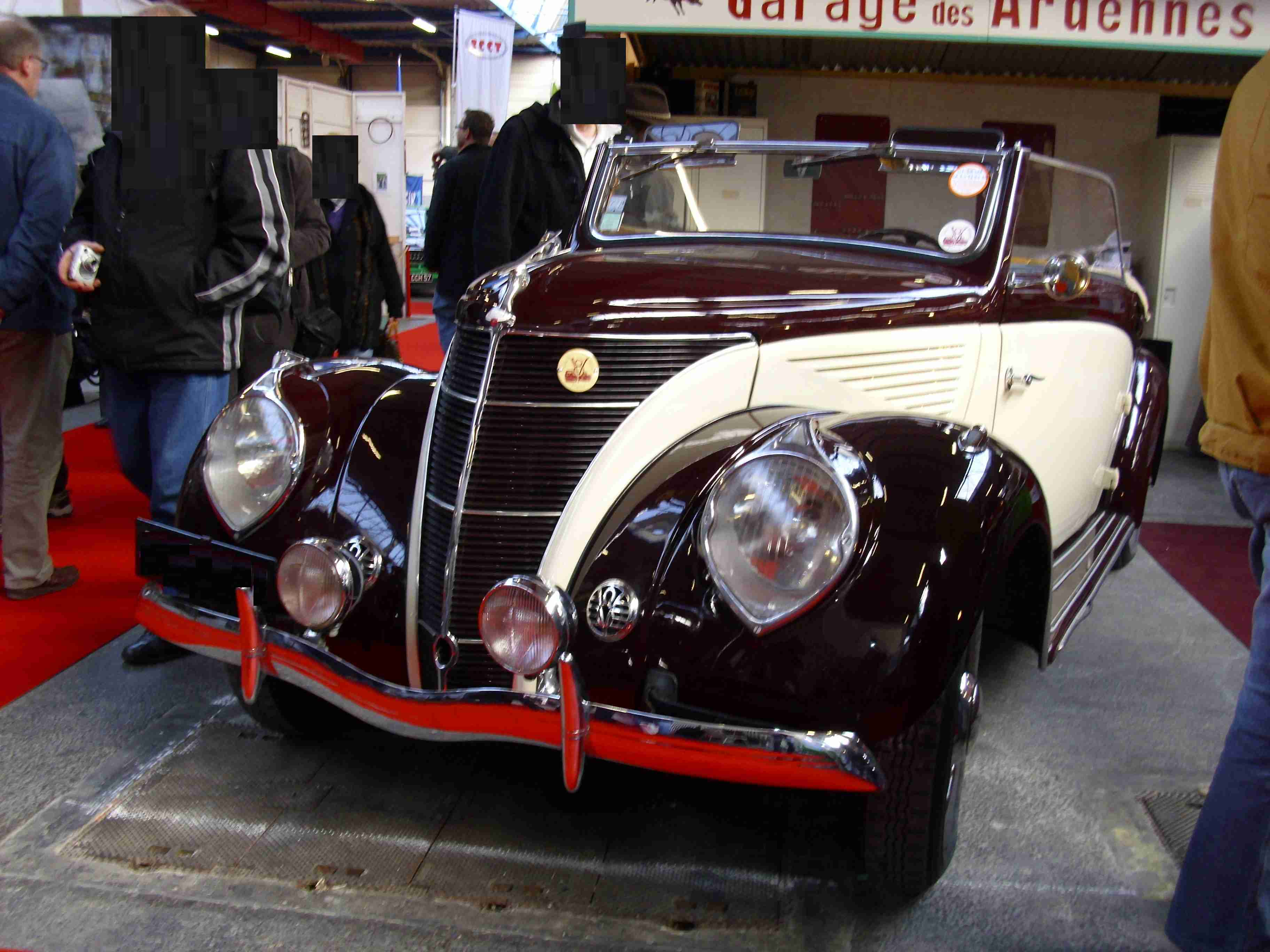
Matford Alsace V8

У 1937 році машини отримали новий дизайн — фари тепер вбудовувалися в передні крила. Дрібна модель була побудована на шасі Ford V8-72, а більш велика — на базі V8-76. Крім того, автомобілі «Мерк'юрі» і «Лінкольн» теж продавалися із позначкою «Матфорд», але випускалися в США.
Ще через рік відбувається чергова модернізація, і «Матфорди» вже будуються на шасі «Фордів» серії 81/82 і 91/92. На базі 81-ї моделі «Матфорд» почне випускати універсал із дерев'яним кузовом. У вересні 1939 року почнеться війна, завод зі Страсбурга евакуюють в Пуассі, виробництво «Матфордів» на ньому зупиниться в 1940 році, коли німецькі війська ввійдуть до Парижа.

## Закриття компанії Matford. Відновлення фірми Mathis. Виробництво авіаційних двигунів
Тим часом на території заводу «Матіса» в Страсбурзі німці починають виготовляти снаряди. Матіс, як колишній перебіжчик і дезертир німецької армії, біжить із Франції в США, де і перечікує війну. В 1946 році він повертається до Франції, де намагається відновити виробництво «Матісів». Оскільки марка «Матфорд» припинила своє існування ще в 1940 році, а завод в Пуассі продовжив після війни виробництво машин під маркою «Форд», тому до «Матіса» ніякого відношення вже не мали.
Жан Андрю проектує в 1946 році для «Матіса» економічний 3-колісний автомобіль з переднім приводом, мотор — «боксер» з 2-ма циліндрами об'ємом 700 кубів, проте цей автомобіль не знайшов підтримку Пол-Марі Понса, який вирішував у той час, які виробники отримувати держпідтримку.
Так що цей автомобіль з алюмінієвим кузовом, який мав коефіцієнт опору в 0,22 Сх і що споживав 2.5 л на 100 км, не йде в серію. Всього було побудовано 7 прототипів, з яких 1 зберігся.
Тоді в 1948 році Матіс представляє публіці передньопривідний автомобіль з мотором 2.8 л і 6-ма циліндрами. Автомобіль має незвичайний дизайн з панорамним склом, але і він нікого не зацікавив, тоді Матісу нічого не залишається робити, як продовжити випускати авіаційні двигуни для легких літаків і деталі для «Рено».

## Закриття компанії Mathis
У 1950 році Матіс закриває свій завод, а через 4 роки фірму купує давній і головний конкурент — «Сітроен». Сам Еміль Матіс виїжджає до Швейцарії, де і помирає через 2 роки.

## Список автомобілів Mathis
- 1905 — Mathis-Hermes Simplex
- 1910 — Mathis 1В
  - Mathis 2В
- 1911 — Mathis Babylette
  - Mathis Bebe
  - Mathis Racebaby
- 1912 — Mathis Populaire
  - Mathis Doctor
  - Mathis Standart
- 1913 — Mathis ZYZZ
  - Mathis Z
  - Mathis ZM
- 1919 — Mathis OB
  - Mathis S
  - Mathis SB
- 1921 — Mathis RRA 1500 Sport
- 1922 — Mathis P
- 1923 — Mathis T
  - Mathis L
  - Mathis PM
  - Mathis PS
- 1924 — Mathis M
  - Mathis G
  - Mathis GM
  - Mathis GP
  - Mathis GMC
  - Mathis GMG
  - Mathis RRB
- 1925 — Mathis LH
  - Mathis SMY
  - Mathis SGM
  - Mathis FO
- 1926 — Mathis MB
  - Mathis MY
- 1929 — Mathis QM
  - Mathis MYN
  - Mathis QMN
  - Mathis PY
  - Mathis PYC
- 1931 — Mathis KFON
  - Mathis HYP
  - Mathis HYM
  - Mathis FOH
  - Mathis FON
  - Mathis SMN
  - Mathis QGN
  - Mathis PYS
  - Mathis TY
- 1932 — Mathis Emy-4
- 1933 — Mathis SY
  - Mathis FOS
- 1934 — Mathis FO4
  - Mathis HO

## Список автомобілів Matford
- 1935 — Matford Emy-4
  - Matford Alsace V8 21CV
- 1936 — Matford Alsace V8 13CV